# Ancistrosyllis hamata
Ancistrosyllis hamata är en ringmaskart som först beskrevs av Hartman 1960.  Ancistrosyllis hamata ingår i släktet Ancistrosyllis och familjen Pilargidae. Inga underarter finns listade i Catalogue of Life.